# Powiat piotrkowski
Powiat piotrkowski – powiat w Polsce (w południowo-wschodniej części województwa łódzkiego), utworzony w 1999 roku w ramach reformy administracyjnej. Siedzibą jego władz jest miasto na prawach powiatu Piotrków Trybunalski.
Według danych z 31 grudnia 2019 roku powiat zamieszkiwały 91 353 osoby. Natomiast według danych z 31 grudnia 2023 roku powiat zamieszkiwało 90 278 osób.

## Geografia

### Położenie i obszar
Powiat piotrkowski ma obszar 1428,77 km².
Powiat stanowi 7,84% powierzchni województwa łódzkiego.

### Podział administracyjny
W skład powiatu wchodzą:
- gminy miejsko-wiejskie: Rozprza, Sulejów, Wolbórz
- gminy wiejskie: Aleksandrów, Czarnocin, Gorzkowice, Grabica, Łęki Szlacheckie, Moszczenica, Ręczno, Wola Krzysztoporska
- miasta: Rozprza, Sulejów, Wolbórz

| lp.   | Herb | Gmina               | siedziba            | powierzchnia (km²) | ludność | gęstość zaludnienia (osób/km²) |
| ----- | ---- | ------------------- | ------------------- | ------------------ | ------- | ------------------------------ |
| 1     |      | Aleksandrów         | Aleksandrów         | 144,09             | 4448    | 31                             |
| 2     |      | Czarnocin           | Czarnocin           | 71,79              | 4051    | 56                             |
| 3     |      | Gorzkowice          | Gorzkowice          | 102,17             | 8649    | 85                             |
| 4     |      | Grabica             | Grabica             | 127,64             | 6072    | 48                             |
| 5     |      | Łęki Szlacheckie    | Łęki Szlacheckie    | 108,96             | 3653    | 34                             |
| 6     |      | Moszczenica         | Moszczenica         | 111,49             | 12833   | 115                            |
| 7     |      | Ręczno              | Ręczno              | 88,90              | 3616    | 41                             |
| 8     |      | Rozprza             | Rozprza             | 163,08             | 12092   | 74                             |
| 9     |      | Sulejów             | Sulejów             | 188,24             | 15750   | 84                             |
| 10    |      | Wola Krzysztoporska | Wola Krzysztoporska | 170,75             | 11641   | 68                             |
| 11    |      | Wolbórz             | Wolbórz             | 151,66             | 7587    | 50                             |
| Razem | –    | 11                  | 11                  | 1428,77            | 90392   | 63                             |

Powiat piotrkowski graniczy z miastem Piotrków Trybunalski oraz sześcioma powiatami województwa łódzkiego: bełchatowskim, pabianickim, łódzkim wschodnim, tomaszowskim, opoczyńskim i radomszczańskim

## Demografia

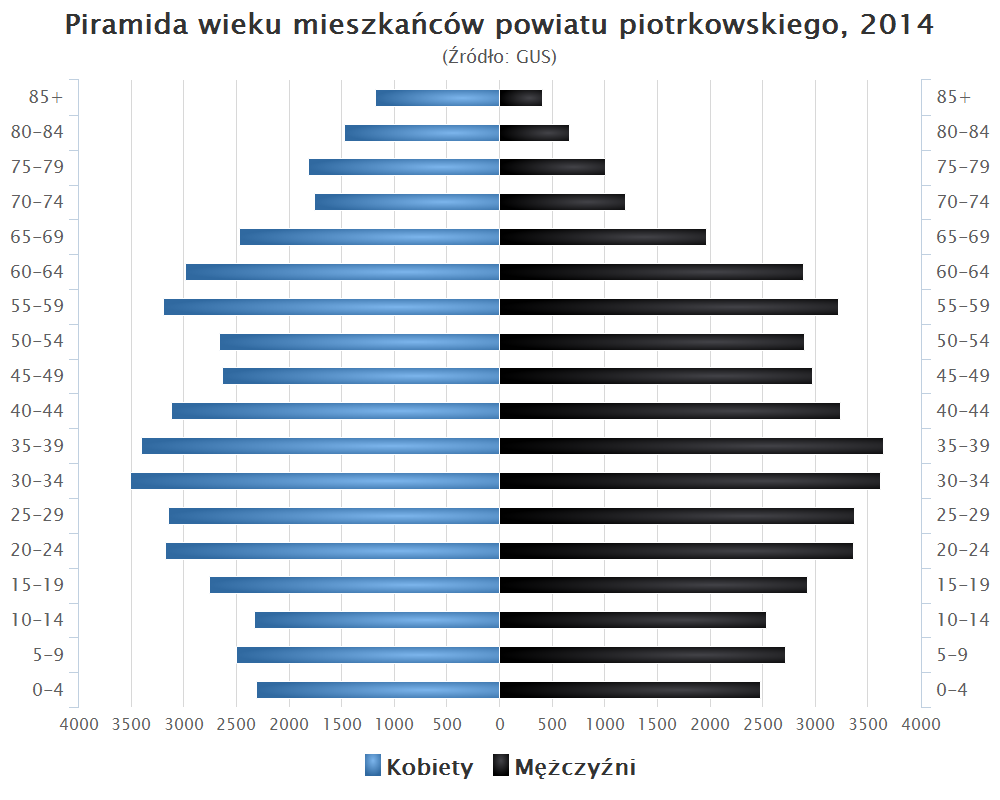
Piramida wieku mieszkańców powiatu piotrkowskiego w 2014 roku

Liczba ludności (dane z 31 grudnia 2007):
|        | Ogółem | Ogółem | Kobiety | Kobiety | Mężczyźni | Mężczyźni |
| osób   | %      | osób   | %       | osób    | %         |           |
| ------ | ------ | ------ | ------- | ------- | --------- | --------- |
| Ogółem | 90 392 | 100    | 46 033  | 50,93   | 44 359    | 49,07     |
| Miasto | 6360   | 7,04   | 3233    | 3,58    | 3127      | 3,46      |
| Wieś   | 84 032 | 92,96  | 42 800  | 47,35   | 41 232    | 45,61     |

▶Wieś vs ▶miasto
Ogółem (▶k, ▶m)
Miasto (▶k, ▶m)
Wieś (▶k, ▶m)

## Turystyka
Na terenie powiatu piotrkowskiego znajduje się wiele miejsc i obiektów atrakcyjnych pod względem krajoznawczym, m.in. Stare Miasto i XVI-wieczny Zamek Królewski w Piotrkowie Trybunalskim, zespół klasztorny opactwa cysterskiego z XII wieku w Sulejowie, kościół św. Małgorzaty i św. Augustyna w Witowie ufundowany także w wieku XII, ruiny XV-wiecznego zamku w Bąkowej Górze, zabytki Majkowic, kościół Niepokalanego Poczęcia Najświętszej Maryi Panny z XVI wieku i również XVI-wieczny dwór późnorenesansowy z parkiem geometrycznym w Skotnikach, Pałac Biskupów Kujawskich z XVIII wieku w Wolborzu, zabytki Moszczenicy i Czarnocina, układy zabudowy Rozprzy i Gorzkowic oraz tereny przyrody chronionej, w szczególności Sulejowski Park Krajobrazowy i wytyczone w jego granicach Szlak Rekreacyjny Rzeki Pilicy i Szlak wodny Pilicy.

## Starostowie piotrkowscy
Na podstawie źródła:
- Stanisław Cubała (13 listopada 1998 – 22 listopada 2018)
- Piotr Wojtysiak (22 listopada 2018 – 2 maja 2024)
- Piotr Łączny (2 maja 2024 – nadal)